# Detroit Publishing Company

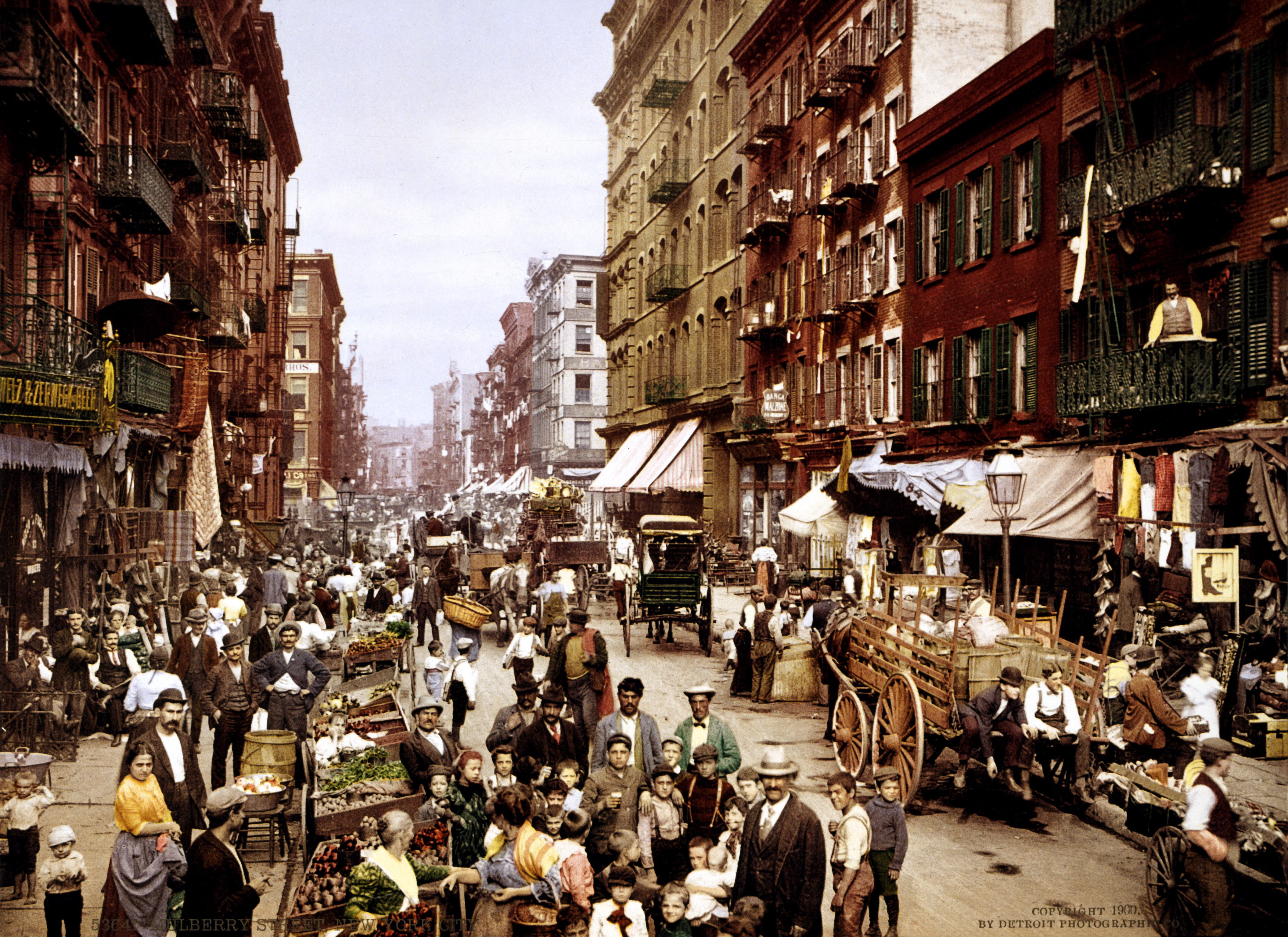
Carte postale photochrome représentant la rue Mulberry Street de New York, sur l'île de Manhattan, vers. 1900, publiée par la « Detroit Photographic Co. »

Detroit Publishing Company est une ancienne entreprise américaine, installée à Détroit (Michigan), spécialisée dans l'édition de photographies et plus particulièrement dans l'édition de séries de cartes postales de type « photochromes ».

## Histoire

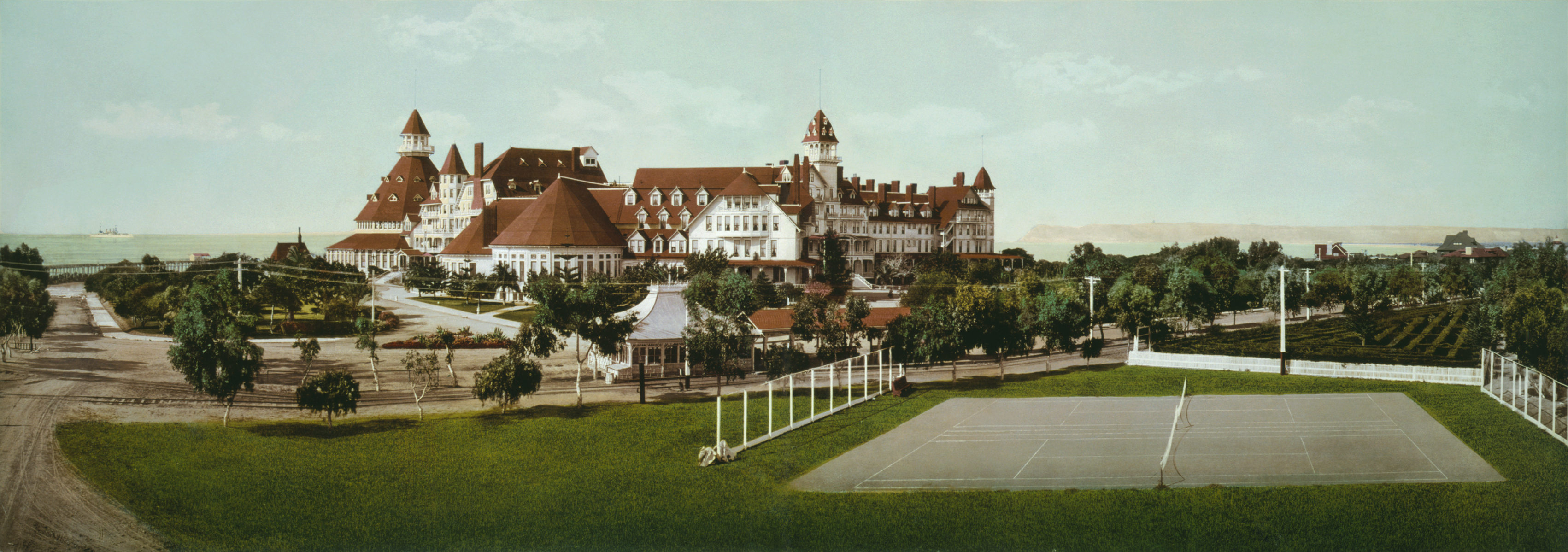
photochrome restauré représentant l'Hotel del Coronado in Coronado, tiré d'une photographie originale de William Henry Jackson, vers 1900.

L'entreprise fut fondée par l'éditeur William A. Livingstone et le photographe Edwin H. Husher à la fin du XIXe siècle, sous le nom de Detroit Photographic Company. Ce n'est qu'en 1905 qu'elle change de nom, pour devenir la Detroit Publishing Company
Cette société a acquis les droits exclusifs d'utilisation d'une invention suisse d'impression lithographique dite photochrome. Ceci a permis à la jeune entreprise d'accéder au marché de la carte postale alors en plein essor et de produire de nouvelles images colorées d'abord vendues aux États-Unis et concernant l'Amérique du Nord. 
La société édite des photos de paysages, de portraits, d'architectures et de vues maritimes de différents photographes qui compose l'équipe dont Henry Greenwood Peabody, Lycurgus S. Glover, Robert B Livingston et William Henry Jackson. 
Vers 1899, la société édite une série de vues et portraits d'Algérie (Views of People and Sites in Algeria). Elle éditera également des photos du Canada, de Cuba, de Mexico, de Panama, de Puerto Rico et de l'Est de l'Inde.
Lors de la Première Guerre mondiale, les revenus de la société déclinent avec la chute des ventes en raison de l'économie de guerre d'une part, mais aussi à la suite de la concurrence d'éditeurs capables de produire des images et cartes postales moins chères grâce à des techniques plus modernes et industrielles.
La société se déclare en faillite en 1924 pour être finalement liquidée en 1932.

### William Henry Jackson
Le photographe le plus connu de la société fut William Henry Jackson qui rejoint le groupe en 1897. Il en devient le directeur en 1903.